# Brantt Myhres
Brantt Robert Myhres (* 18. März 1974 in Edmonton, Alberta) ist ein ehemaliger kanadischer Eishockeyspieler, der im Verlauf seiner aktiven Karriere zwischen 1990 und 2007 unter anderem 154 Spiele für die Tampa Bay Lightning, Philadelphia Flyers, San Jose Sharks, Nashville Predators, Washington Capitals und Boston Bruins in der National Hockey League (NHL) auf der Position des linken Flügelstürmers bestritten hat. Myhres verkörperte den Spielertyp des Enforcers.

## Karriere
Myhres spielte zunächst vier Jahre von 1990 bis 1994 für die Portland Winter Hawks, Lethbridge Hurricanes und Spokane Chiefs in der Western Hockey League (WHL). Dort hatte er sein stärkstes Jahr in der Saison 1993/94, als er in 61 Spielen 63 Scorerpunkte sammelte, zumeist aber durch seine Rolle als Enforcer durch viele Minuten auf der Strafbank auffiel.
Nachdem er im NHL Entry Draft 1992 in der fünften Runde an 97. Position von den Tampa Bay Lightning aus der National Hockey League (NHL) ausgewählt worden war, stand er nach Beendigung der Saison 1993/94 erstmals im Kader eines Profiteams. Er bestritt zwei Spiele für die Atlanta Knights, das Farmteam der Lightning aus der International Hockey League (IHL). Bei diesen begann er auch die durch den Lockout verkürzte NHL-Spielzeit 1994/95, kam aber nach Beginn der NHL-Saison auch zu 15 Einsätzen bei den Lightning. Nach zwei weiteren Jahren im Franchise Tampas wurde der linke Flügelspieler im Sommer 1997 zu den Edmonton Oilers transferiert, die ihn nach nur drei Monaten und ohne einen einzigen Spieleinsatz zu den Philadelphia Flyers abgaben. Auch in Philadelphia blieb der Kanadier nur zwölf Monate, ehe als Free Agent eine Vertragsunterschrift bei den San Jose Sharks folgte. Nachdem er sich dort ebenso wenig durchsetzen konnte, folgten weitere Wechsel zu den Nashville Predators, Washington Capitals und Boston Bruins. Bei allen Teams musste sich Myhres aber stets mit einer Reservistenrolle für den NHL-Kader begnügen und spielte meist in den Minor Leagues für die Farmteams der Klubs.
In der Saison 2003/04 blieb Myhres vertragslos und unterschrieb erst vor der Saison 2004/05 einen Vertrag bei den Lowell Lock Monsters in der American Hockey League (AHL). Diese verließ er nach einem Jahr und wechselte zu den Omaha Ak-Sar-Ben Knights, wo er seine letzte Saison in Nordamerika verbrachte. Zur Spielzeit 2006/07 ging der Kanadier nach Europa, um für die Newcastle Vipers aus der britischen Elite Ice Hockey League (EIHL) in neun Spielen aufzulaufen, ehe er seine Karriere endgültig beendete. Zwischen 2015 und 2018 war Myhres in einer Beraterfunktion für die Los Angeles Kings in der NHL tätig.

## Karrierestatistik
(Legende zur Spielerstatistik: Sp oder GP = absolvierte Spiele; T oder G = erzielte Tore; V oder A = erzielte Assists; Pkt oder Pts = erzielte Scorerpunkte; SM oder PIM = erhaltene Strafminuten; +/− = Plus/Minus-Bilanz; PP = erzielte Überzahltore; SH = erzielte Unterzahltore; GW = erzielte Siegtore; 1 Play-downs/Relegation; Kursiv: Statistik nicht vollständig)